# Vouani
Vouani är en ort i Komorerna.   Den ligger i distriktet Anjouan, i den centrala delen av landet, 140 km öster om huvudstaden Moroni. Vouani ligger 85 meter över havet och antalet invånare är 2 513. Den ligger på ön Anjouan.
Terrängen runt Vouani är kuperad åt nordväst, men åt nordost är den bergig. Havet är nära Vouani åt sydväst. Runt Vouani är det tätbefolkat, med 790 invånare per kvadratkilometer. Närmaste större samhälle är Moutsamoudou, 9,0 km norr om Vouani. I omgivningarna runt Vouani växer i huvudsak städsegrön lövskog.